# Pedro Iturralde
Pedro Iturralde Ochoa (Falces, Navarra, 13 de julio de 1929- Madrid,  1 de noviembre de 2020) fue un compositor y saxofonista español. Fue profesor Catedrático del Real Conservatorio Superior de Música de Madrid, donde enseñó saxofón desde 1978 hasta su jubilación en 1994. Es el único español, junto con Tete Montoliu, incluido en el Diccionario de Jazz de Larousse.

## Trayectoria artística

### Primeros años
Iturralde se inició en los estudios musicales a temprana edad, haciendo su debut como saxofonista con solo nueve años de edad. Su formación autodidacta incluye saxofón, clarinete, piano y guitarra, y más tarde violín.
A los trece años, Iturralde ya toca como músico profesional en pueblos de Navarra. A los dieciséis, un contrato en un café de Logroño le permite ampliar sus estudios de violín y piano. Un año después ya está tocando en conciertos nacionales en una orquesta dirigida por el pianista Francisco Manuel Allo.

### Consolidación
A los dieciocho años realiza una gira por el extranjero y a su regreso a España decide obtener el título superior de Saxofón, examinándose en un año de la carrera completa, en el Conservatorio Superior de Madrid (1964). Después forma el “Pedro Iturralde Quartet”.
Con veinte años compuso La pequeña czarda, para saxofón y piano acompañante. Más adelante publicó versiones de dicha obra para cuarteto de saxos y de clarinetes, quinteto de viento, orquesta de cuerda y banda sinfónica. En esta época, en 1948, realiza su primera gira fuera de España.

### Jazz Flamenco, nuevos estudios y primeros reconocimientos

#### Giras nacionales e internacionales y primeras grabaciones
Tras una gira por Líbano, Grecia (en una estancia de un año, de 1958 a 1959, en la que aprendió griego y que le inspiró para componer su Suite Hellenique), Turquía, Italia, Francia y Alemania, regresa a Madrid. A principios de los sesenta, Iturralde trabaja como músico de estudio, pero también con una banda de jazz, donde toca el saxofón, el clarinete, la guitarra y hasta en un rol de cantante.
Las primeras grabaciones publicadas de Iturralde se realizan en 1961, cuando se integra en la orquesta Manny Kelly, liderada por la cantante norteamericana Audrey Grey. El grupo, formado por músicos de diferentes nacionalidades, edita dos EP de rock y twist en los que aparecen las primeras composiciones propias del saxofonista. Un año después aparecen los primeros EP de Iturralde en solitario, con un sonido similar, donde combina temas propios y versiones de canciones tradicionales.
En estas fechas también comienza su actividad con su cuarteto de jazz en el Whiskey Jazz Club, donde toca casi a diario durante diez años, con músicos como Donald Byrd, Lee Konitz, Hampton Hawes, Gerry Mulligan y Tete Montoliu, experimentando la fusión de flamenco y jazz junto al guitarrista Paco de Lucía.
A mediados de los sesenta, Iturralde ingresa en el Jazztet de Madrid, conjunto liderado por Juan Carlos Calderón, con el que graba en 1966 un EP en el que canta Elia Fleta.

#### Jazz Flamenco
Los tanteos de Iturralde con la música flamenca, y andaluza en general, datan de su juventud en Logroño, cuando realizaba interpretaciones de Falla, Turina, Albéniz o Granados, y más tarde en su etapa en Grecia, donde comienza a improvisar sobre estilos andaluces con gran éxito, por la relación entre la música flamenca y la griega. Estas composiciones se empiezan a escuchar en el Whiskey Jazz y en el programa “Club de Jazz” de Radio Nacional.
En 1962, Iturralde sirve de músico acompañante al percusionista mexicano Tino Contreras, junto al que graba un EP titulado Flamenco Jazz, en unas sesiones pioneras para el género, que recibieron poca difusión.
En 1966, Joachim E. Berendt, enterado de los experimentos de Iturralde, le reclama para una actuación en el festival de Jazz de Berlín, con la sugerencia de incorporar una guitarra flamenca a su entonces quinteto. En este festival actúa junto a los grupos de Miles Davis, Thelonious Monk y Baden Powell, entre otros.
A partir de esta fusión de estilos surge la posibilidad de realizar grabaciones, para las que se incorpora primero Paco de Antequera, al que luego sustituye Paco de Lucía, que firma con el pseudónimo de Paco de Algeciras. De estas sesiones, grabadas en Alemania en 1967 y 1968, se editan varios discos que publican primero Hispavox y luego Blue Note, bajo el título de "Jazz Flamenco". En España no se editarían hasta 1974. 
Más adelante, Iturralde seguirá indagando en esta línea con unas grabaciones para CBS Flamenco Studio con arreglos de Pepe Nieto.

#### Grabación con Hampton Hawes
Gracias también a la experiencia de los conciertos en el Whiskey Jazz de Madrid, Iturralde, con la ayuda del periodista y crítico musical Juan Claudio Cifuentes, y aprovechando la presencia de Hampton Hawes, que había firmado una estancia de dos semanas en el club y que no tenía contrato de grabación en exclusiva con ninguna compañía, convence a Rafael Trabucchelli, productor de Hispavox, para grabar un álbum con su sección rítmica en aquel momento, Eric Peter y Peer Wyboris, con Hawes al piano y él mismo al saxo soprano, tenor y barítono y a la flauta. 
El álbum, titulado "Pedro Iturralde Quartet Featuring Hampton Hawes" se graba en un solo día de febrero de 1968, entre las 3 y las 6 de la madrugada, después de un concierto en el Whiskey Jazz, con Howard Barrow de productor y el propio Cifuentes como testigo de la grabación. El disco se grabó en los estudios de Hispavox en Madrid, pero la compañía decidió no publicarlo, por lo que pasó varios años inédito, hasta que los sellos Blue Note y Fresh Sound Records lo rescataron en 1986 para una edición internacional, cuando el propio Hawes ya había fallecido. Hispavox lo edita de nuevo en CD en 1997.

#### Premios, estudios, nuevas giras
En los años setenta, Iturralde empieza a recibir sus primeros reconocimientos. Sus composiciones “Like Coltrane” y “Toy” son premiadas en el Concurso Internacional de Composición de Temas de Jazz en Mónaco, en 1972 y 1978.
En los años 70, la Academia “Berklee” de Boston le ofrece una beca para que amplíe sus conocimientos jazzísticos. Estudia “Arranging” con Herb Pomeroy, Armonía avanzada, Historia del Jazz, etc.  Iturralde volvería a esta academia tiempo después en calidad de profesor. Actúa con el Quinteto de la Facultad y con la “All Star Faculty Big Band” en los conciertos "Doscientos años de Jazz en América".
En 1974, Iturralde se encarga de la dirección, los arreglos, todas las interpretaciones de saxo y la composición del tema titular del disco "Soul-mate talk" de Donna Hightower, compañera de los tiempos del Whiskey Jazz en los sesenta. Hightower e Iturralde coincidirán en sus carreras numerosas veces en disco y en directo hasta el regreso de ella a Estados Unidos en los años noventa.
Actúa en Helsinki como artista invitado en “The New Music Orchestra”, interpretando sus propias composiciones. En numerosas ocasiones reúne una Big Band en Madrid para actuar en programas de TV, y en el Teatro Español para el homenaje a Federico García Lorca. También colabora como solista en la Orquesta Nacional de España y con la Sinfónica de RTVE bajo la dirección de Igor Markevitch, Jesús López Cobos y Enrique García Asensio, entre otros.
En 1992 su tema "Old Friends" es elegido para formar parte del repertorio de la Big Band de la Cumbre Europea de Maastricht.

### Últimos años
A partir de los años ochenta, Iturralde compagina su trabajo como catedrático de saxofón con una creciente actividad discográfica y en directo. En el mismo año publica dos discos, "Los ojos de Eva" y "Fabuloso", interviene varias veces en el programa de TVE "Jazz entre amigos" de Juan Claudio Cifuentes y establece un longevo cuarteto con Carlos Carli, Horacio Casto y Víctor Merlo en su formación más estable, con los que publica un disco en directo, "Una noche en el Central", grabado en el café Central de Madrid en noviembre de 1994.
En la década de los noventa edita otros dos discos,  "Sax a pel", con un cuarteto de saxofones, y "Etnofonías", y actúa en Lyon con L'Ensemble de Saxofones.
En 2005, de nuevo gracias a los auspicios de Juan Claudio Cifuentes, Radio Televisión Española editó "Jazz en España", un disco doble en directo en el festival de jazz de Vitoria con grabaciones con su cuarteto, acompañado en algunos temas por Donna Hightower.
En 2014 publicó un nuevo disco, "Entre amigos", con su cuarteto más reciente, integrado por Richie Ferrer, Mariano Díaz y Carlos Carli, en el que revisaba grabaciones de toda su carrera junto a otros temas nuevos. Pese a su avanzada edad, continuó tocando en clubes y festivales de toda España, y el 14 de julio de 2019 dio un concierto en Madrid para celebrar su 90 cumpleaños.
Pedro Iturralde murió en Madrid el 1 de noviembre de 2020, a los noventa y un años.

## Compositor de bandas sonoras
Iturralde compuso música original para las películas «Nuevas amistades» (1963), de Ramón Comas; «Mayores con reparos» (1966) y «El viaje a ninguna parte» (1986), ambas de Fernando Fernán Gómez.

## Trabajo como músico de estudio y colaboraciones
Además de su carrera como intérprete, líder de banda y compositor, Iturralde ha sido un prolífico músico de estudio y colaborador con una larga serie de artistas de pop, rock, jazz, flamenco y canción de autor española como Donna Hightower, Burning, Joan Manuel Serrat, Miguel Ríos, Luis Eduardo Aute, Raphael, Manolo Sanlúcar, Bulldog, Alberto Cortez, Amancio Prada, los Pekenikes, Mari Trini, Urko, Paco de Lucía, Elia Fleta, Juan Carlos Calderón, Víctor y Diego, La banda trapera del río o Jayme Marques.

## Homenajes
Iturralde ha recibido homenajes en numerosas ocasiones, incluyendo algunos auspiciados por el Real Conservatorio Superior de Música de Madrid, la Fundación SGAE, la escuela municipal de música y danza de Pozuelo, la sala Galileo Galilei de Madrid, el Estival Cuenca, la Fundación Juan March o la primera edición del festival de jazz en los Jardines del Palacio Real de Madrid. en 2020.

## Discografía

### LP
- 1967 - Jazz Flamenco
- 1968 - Jazz Flamenco 2
- 1968 - Pedro Iturralde Quartet Featuring Hampton Hawes
- 1974 - Flamenco-Jazz
- 1976 - Flamenco Studio
- 1982 - Los ojos de Eva
- 1982 - Fabuloso
- 1994 - Una noche en el Central
- 1994 - Sax a pel (con el Cuarteto Homenaje)
- 1999 - Etnofonías
- 2002 - Vivencias (con el Cuarteto Amalgama)
- 2005 - Jazz en España
- 2014 - Entre amigos

### Sencillos y EP
- 1961 - Manny Kelly (con la Orquesta Manny Kelly)
- 1961 - ¡Aquí está Manny Kelly! (con la Orquesta Manny Kelly)
- 1961 - Flamenco Twist
- 1962 - Flamenco Twist
- 1962 - Madison
- 1962 - Iturralde
- 1962 - El ritmo de Iturralde
- 1963 - Bossa Nova
- 1966 - Elia Fleta y el jazztet de Madrid
- 1982 - Hoy No Me Puedo Levantar / (Out Here) On My Own
- 2017 - Mis inicios

### Como músico de acompañamiento
- 1996 - Saxofolia (de Joaquín Franco y Jesús N. Gómez)
- 1998 - Memorias (del Feeling Sax Ensemble)

## Premios y distinciones
- Premio del Ministerio de Cultura a la edición más destacada en la contribución a la pedagogía, por la obra "324 escalas para la improvisación de Jazz", 1990
- Premio de la Comunidad de Madrid a la creación musical, 1992
- Hijo predilecto de Falces, Navarra, 1995
- Premio Príncipe de Viana de la Cultura, 2007
- Premio a Toda una Vida de la Academia de las Artes y las Ciencias de la Música, 2007[9]
- Medalla de Oro al Mérito en las Bellas Artes, 2009[10]
- Medalla de Honor de la SGAE, 2016[11]
- Medalla de Oro al Mérito en el Trabajo, 2017[12]
- Premio Francisco de Javier, 2018[13]
- Premio Especial El Ojo Crítico, 2019[14]